# Festa da Pita
La Festa da Pita es el nombre con el que se denomina el carnaval del barrio orensano de As Eiroás. Se llama así en recuerdo del emparejamiento de dos viudos que tuvo lugar en la segunda parte del siglo XX y que, según las y los informantes de la zona, había provocado sin quererlo la celebración del carnaval en aquel barrio durante 2 décadas. La novia era apodada a Pita, y de ahí el nombre de la fiesta y los diversos elementos que la rodean.

## As Eiroás

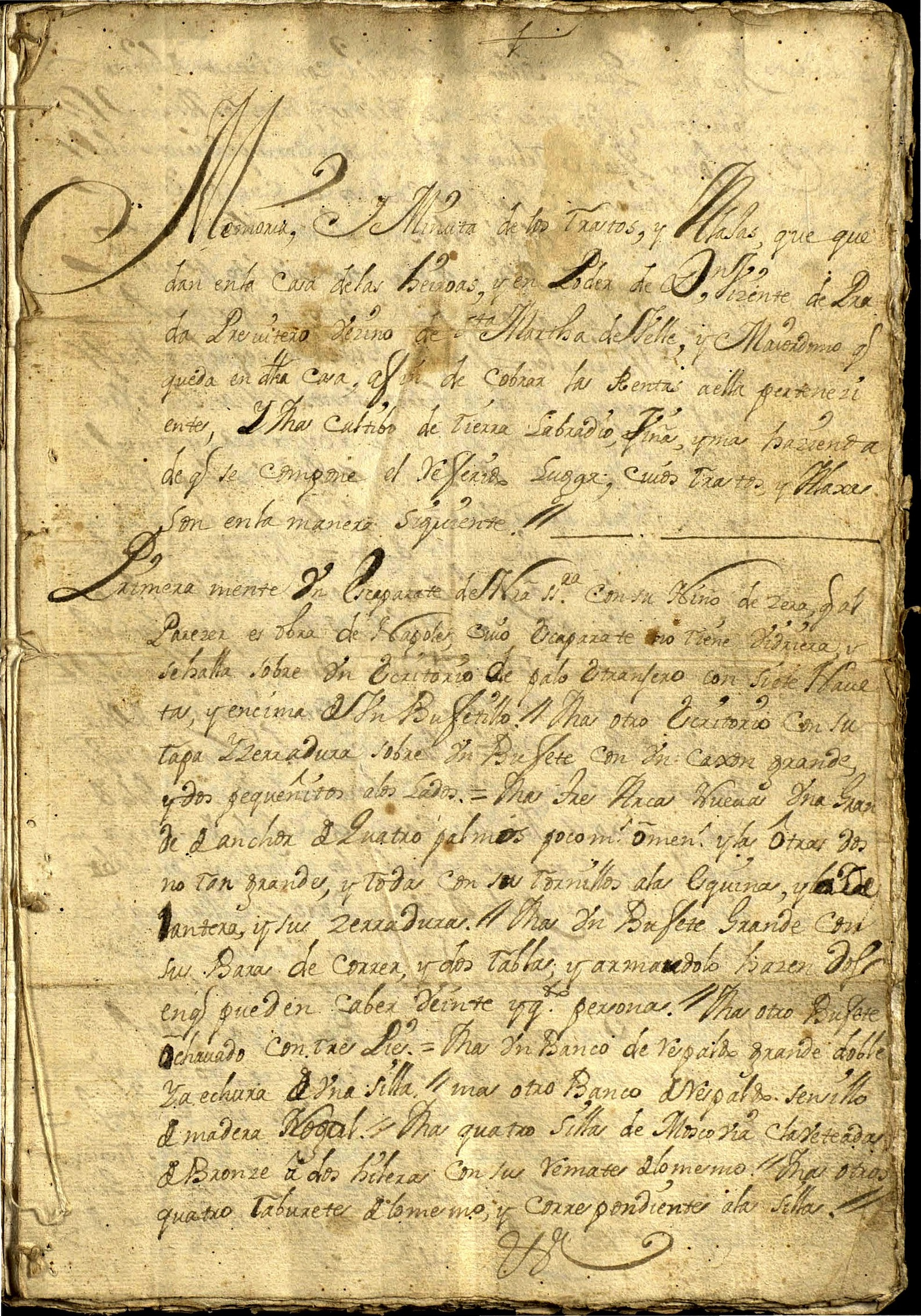
1742-51 - Memoria y minuta de los trastos y alhajas que quedan en la casa de Eiroas. Archivo Deputación de Pontevedra

As Eiroás es un pequeño barrio situado en la zona norte del perímetro urbano del ayuntamiento de Orense, que conserva una identidad rural, procedente de la idiosincrasia que poseía hasta hace pocos años. En la década de los 60 del siglo XX, dejó de pertenecer a la parroquia de San Pedro de Cudeiro para formar parte de la nueva parroquia de Sta. Teresita. Los lugares de Val de Gola, Val do Regueiro y As Eiroás se articulan alrededor de las propiedades de la Casa de las Eiroás, colindante con el pazo de Guizamonde hacia el sudoeste y con el pazo de Souto de Rei hacia el Norte.
En el aspecto patrimonial, aparte del propio Pazo de As Eiroás (o del Conde), reformado en el siglo XIII, cabe destacar en el barrio y su entorno el Castro de Val de Gola y un yacimiento paleolítico en las inmediaciones del pazo. Además, en el monte comunal sito entre el barrio de As Eiroás y la parroquia de Vilar de Astrés, podemos visitar la Necrópolis de San Mamede, un conjunto de tumbas antropomorfas datadas entre los siglos VI y X, enclavadas en uno de los pocos espacios de la ciudad que conservan las distintas especies del bosque autóctono.

## El "Carnaval de Eiroás"
A mediados del siglo XX, el emparejamiento de dos personas viudas -Antonio Guimarey y Gumersinda de Benavides- dio origen a una fiesta, cuando menos, singular. La tradición de hacer una cencerrada a las personas viudas que se emparejaban de nuevo, se veía aquí incrementada por el hecho de estar Antonio y Gumersinda en la misma condición. A las proximidades de la casa de la nueva pareja (sita en la actual plaza das Eiroás), acudían vecinas y vecinos de distintos lugares reclamándoles el pago de la fiesta. Las informaciones no son claras al respeto sobre quien pagó, pero el caso es que sí hubo una pequeña celebración con unos gaiteros y mucha gana de fiesta. Ésta coincidió con el Carnaval y pasó a ser este núcleo uno de los pocos lugares en la ciudad y alrededores en los que se celebraba la festividad pagana que antecede a la Cuaresma. Por aquel entonces, se denominó Carnaval de Eiroás y, aunque cambió con cierta frecuencia las fechas de celebración, solía coincidir en el fin de semana "grande" del Carnaval. Hay que recordar, que desde el año 1937, regía una prohibición sobre esta fiesta y sobre el hecho de enmascararse, dependiendo en buena medida de la cercanía de la guardia-civil y aún de la complicidad de la misma. En cierta medida, los carnavales populares sobrevivieron entre intentos de suspensiones y juegos de escondite.

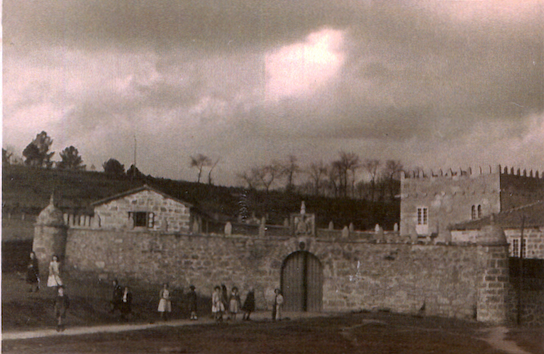
Pazo de Eiroás hacia 1960

La fiesta, en honor de la novia, se conoció algún tiempo como Fiesta de la Pita, pues era el apodo de la viuda protagonista, y se celebró hasta comienzos de los años '70, desapareciendo poco a poco, aun no sabemos bien porqué hasta que en el año 1999, la La A VV rescató de la memoria aquella celebración a través de un proyecto de intervención socio-comunitaria que se desarrolló en varios años. Después de recoger la información facilitada por las personas participantes de aquella cencerrada que aún estaban con vida, se decidió enmarcar la nueva fiesta dentro del ciclo tradicional del carnaval, añadiendo -en los años posteriores- diversos contenidos a la fiesta, entre los que cabe destacar una representación teatral popular (que toma como base lo que pudo ser aquella cencerrada) o la creación de una máscara propia que nació con la intención de ser uno de los símbolos del futuro barrio de As Eiroás.

## Los días de la fiesta

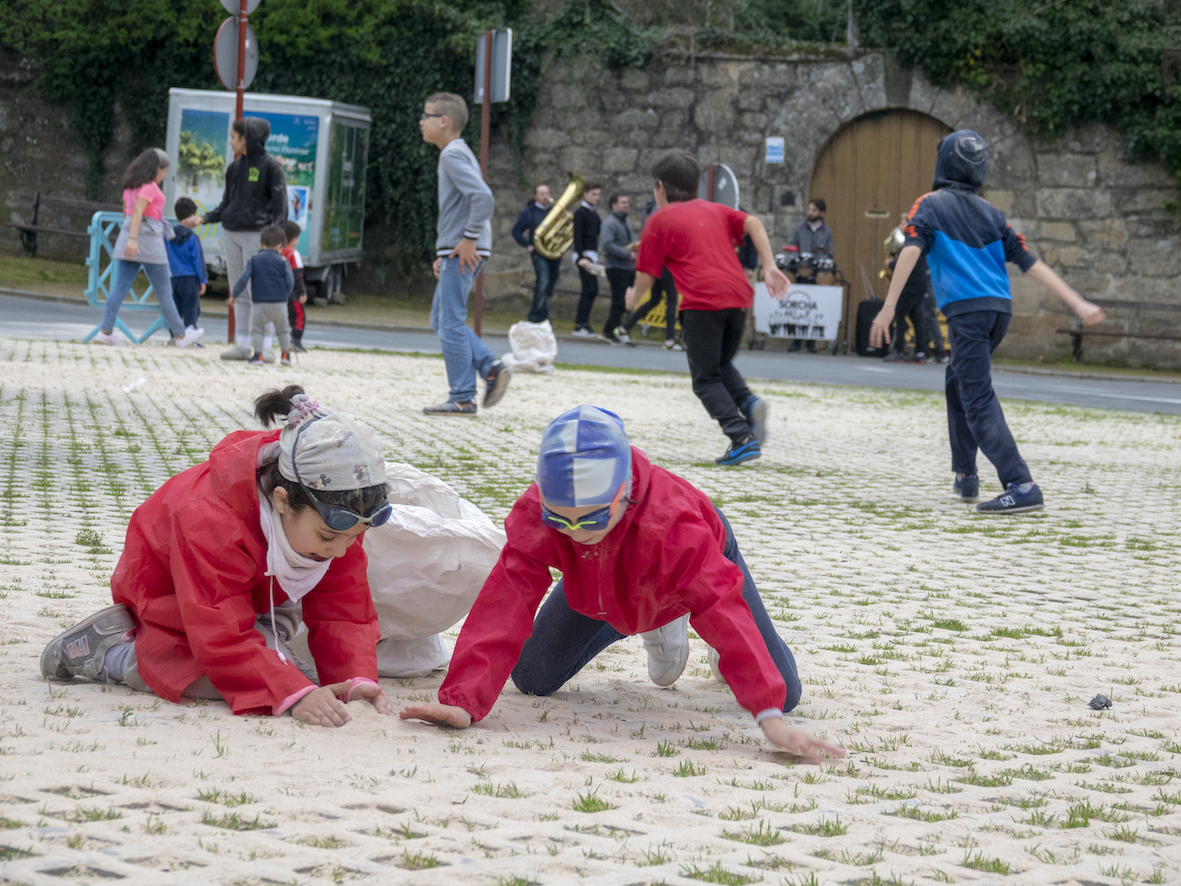
Niños en el Domingo Fareleiro

La fiesta da comienzo con el Domingo Fareleiro (domingo de septuagésima del calendario litúrgico y 2 domingos antes del Domingo de Carnaval). Hacia el mediodía, se cuelga el Meco en la farola de la plaza, dando por iniciado el ciclo del carnaval en el barrio de As Eiroás y en la ciudad de Orense. Ya de tarde, el farelo (capa externa del grano de cereal molida) ocupa la plaza, conformando un espacio de juego/batalla amenizado con música, en el que comienzan a verse las primeras mascaradas.
En las 3 primeras ediciones, llegaron a celebrarse los Jueves de Compadres y Comadres conjuntamente al colegio de As Eiroás en la plaza del barrio, desapareciendo posteriormente del programa por elección del propio centro de enseñanza, que prefirió celebrar estas fechas dentro de sus instalaciones.

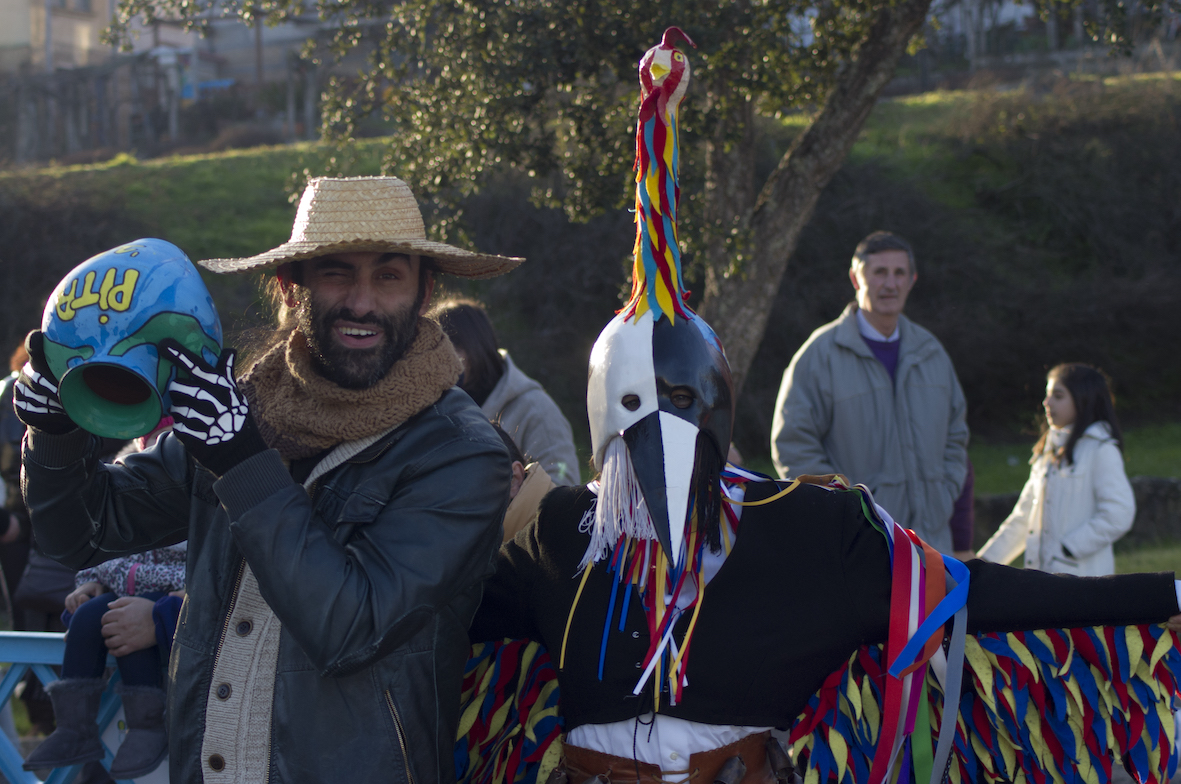
Imagen del Domingo Oleiro

La fiesta continúa con la celebración del Domingo Oleiro (domingo de sexuagésima del calendario litúrgico y 1 domingo antes del Domingo de Carnaval). El juego de las ollas es el protagonista de esta jornada (más conocida cómo Domingo Corredoiro en el resto de Galicia). El juego consiste en un círculo de hombres y/o mujeres que van lanzándose una olla de barro entre sí intentando evitar que rompa. Cuando alguien no consigue cogerla y deja que caiga al suelo, pierde. A veces, las ollas van llenas de agua o farelo. Según Taboada Chivite, este juego era praticado en la ciudad de Orense el Domingo Corredoiro y el Jueves de Comadres, de ahí que en As Eiroás se haya adoptado la terminología de oleiro (ollero) para designar la jornada. También este día es el primero en el que sale la Pita, la máscara del Carnaval de As Eiroás, siendo las encargadas de bajar las ollas de barro a la plaza alrededor de las 5 de la tarde y hacer la primera rueda del juego. La animación musical y la cercanía del Carnaval ya deja ver mucha más animación en este día.
El siguiente día de la fiesta es el Sábado de Carnaval, en el que se lleva a cabo un pequeño recorrido por el barrio, al anochecer, anunciando la llegada de los días grandes en las casas de las vecinas y de los vecinos. 
En el fin de semana, las Pitas participan en el pregón y en el desfile del Carnaval de Orense, siendo las encargadas de abrirlo desde su estreno, en el año 2002.

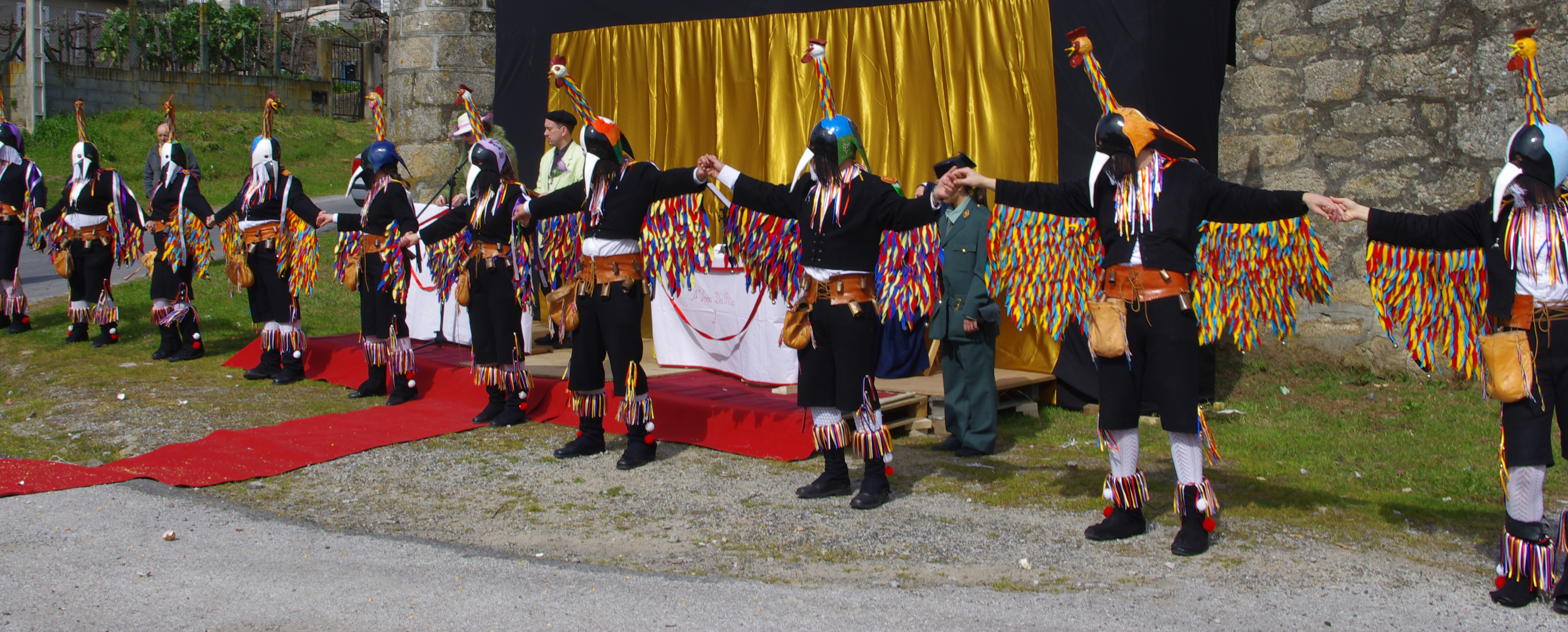
Un momento de la representación de la Voda da Pita

Y la fiesta acaba con la celebración del Martes de Carnaval. El día grande de As Eiroás arranca por la mañana con un folión que recorre el bairro anunciando con Pitas, gaiteros, bombas y máscaras que llegó el día grande. A la 1 del mediodía tiene lugar la <i id="mwKw">Voda da Pita</i>, el acto central de la fiesta, una representación popular satírica sobre lo que pudo ser el origen de la cencerrada y -portanto- de la celebración. Después tiene lugar un almuerzo popular en la plaza y ya de tarde, un baile de máscaras, con pasarelas de disfraces y mucha animación, que transcurre hasta la noche, momento en el que se despide el Carnaval con la Quema del Meco.

## La Voda da Pita
En la segunda edición (2000) se introdujo la celebración de una representación teatral popular que procuraba -en un tono satírico y desenfadado- recordar el origen de aquella cencerrada del pasado siglo. Hasta lo 10º aniversario de la fiesta, en el año 2008, la Voda da Pita (boda de la Pita, en castellano) era mucho más corta y tenía lugar a las 5 de la tarde, abriendo el baile de máscaras vespertino y centrándose en el origen de la cencerrada con actores y actrices improvisadas/los. A partir de ese año cambia la estructura festiva del Martes, trasladando la boda de la Pita a la 1 del mediodía, introduciendo un elemento gastronómico en la fiesta y prolongando, por lo tanto, el programa festivo del día grande. Esto también trajo consigo una reforma en el guion de la obra que hizo que esta creciera en tiempo y en contenidos, insertando nuevos elementos satíricos sobre lo acontecido en el panorama social y político a lo largo del último año.
En la representación conviven 2 historias. Por una parte, el emparejamiento de Antonio y de Gumersinda, que habían dado origen a nuestra fiesta; y de otra, el análisis con ironía de lo que pasó en el último año. Además, la estructura del guion siempre contempla las mismas partes, siendo común una buena parte del texto en todas las ediciones.
1º El narrador o la narradora es quien sale primero a la escena para adelantarnos lo que allí va a pasar y situarnos en aquellos años en los que el Elvis hacía bailar las parejas a ritmo de rock, Blanco Amor escribía A Esmorga o Fraga se bañaba en Palomares.
2º Un cura (habitualmente más conservador) y una monja (también habitualmente, más moderna), van dando entrada a la ceremonia, a los novios y a los personajes "invitados" de cada año. La pareja habla de su amor, de cómo se conocieron y de que quieren iniciar una nueva vida en mutua compañía.
3º Se lleva a cabo la boda, con las interrupciones necesarias si así lo requiere la actualidad. Al acabar, los novios dan las gracias a todo el público por su asistencia e irrumpe en la escena una vecina/lo que, con coplas y aleccionando al público asistente, reclama el pago de una fiesta para celebrar esta unión.
4º Entra la Guardia-civil en escena, tal y como cuentan que pasó en más de una ocasión en la antigua fiesta. En esta ocasión lo hace atendiendo a la llamada del cura y para detener la trifulca que se ha montado en la plaza. Después de una discusión entre la vecina y el guardia, que no entiende la retranca gallega, el revuelo de la cencerrada va a más y la autoridad competente acaba poniéndose nervioso y disparando al cielo mientras chilla "Al suelo todo él mundo".

5º Irrumpen las Pitas en escena, haciendo sonar sus cencerros, rodeando al guardia-civil y lanzando sus huevos llenos de carnaval, de pienso y de alegría. Así es como las Pitas (que representan una actualidad que devuelve la autoridad al pueblo) neutralizan al guardia (que representa, con sus formas, a otros tiempos) reconciliando pasado y presente para construir un futuro común. En el fin de la obra, la persona más joven del elenco será la encargada de recoger la cesta con la gallina que la novia había portado durante toda la celebración y recitar las coplas que llevan cerrando la Voda da Pita desde el primer año:
NIÑA/O: Trinta anos agardou o pobo (Treinta años esperó el pueblo)
a que alguén collera a cesta (a que alguien cogiese la cesta)
Non permitades, veciños, (No permitáis, vecinos)
que volte a morrer a festa (que vuelva a morir la fiesta.)

## La máscara de la Pita

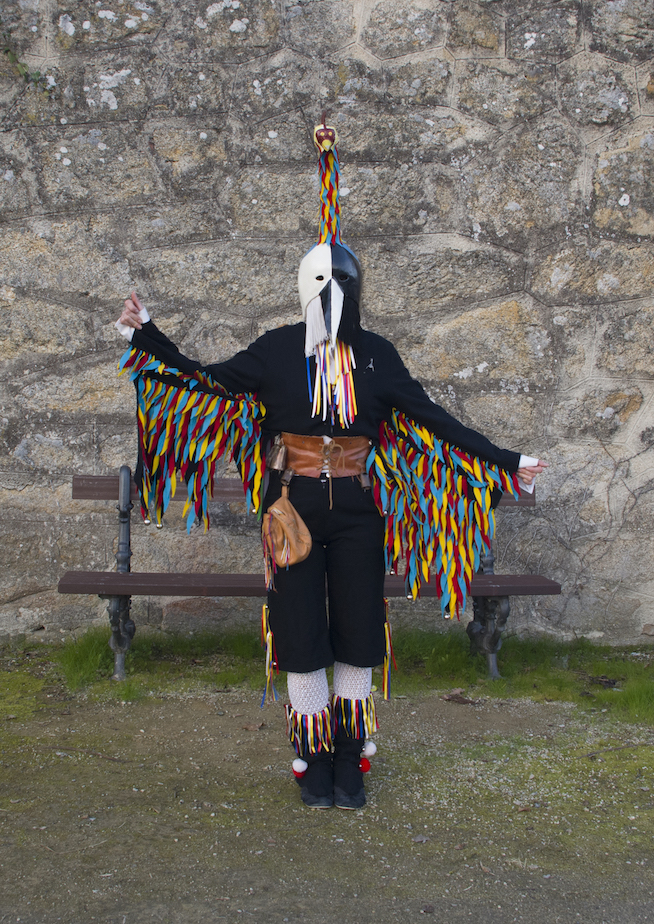
Máscara de la Pita

Con la tercera edición (2001) llega la máscara de la Pita. Una careta que aún tendría que esperar un año para conformar la primera salida de la máscara completa en el año 2002.
La idea era crear una máscara que representara en los años siguientes al carnaval del barrio. Nacía la Pita con el nuevo siglo y combinando el espíritu carnavalesco con un homenaje la aquella viuda que, sin querer, había dado origen a nuestra fiesta más querida. 
La máscara tiene dos partes: el casco (hecho a medida de la persona portadora) y el cuello (realizado con medidas estándar). 
El casco se hace con ventas de escayola, empleando como molde la cabeza propia. Después de las capas suficientes y de los consiguientes modelados, se añaden los picos laterales, el anterior y el posterior, se lija -de ser necesario- y se pinta con arreglo a las siguientes indicaciones: de manera arlequinada en blanco y negro, en la parte delantera y con un diseño libre en la trasera que ha de guardar relación con la naturaleza o con el matrimonio. 
El cuello se hace con papel-maché, siguiendo las medidas estándar. Después de extender la pasta de papel a lo largo de todo el cuello y de perfilar lo que serán los papos y la cresta de la gallina, se añaden unas plumas de fieltro azules, rojas y amarillas, que dan colorido al conjunto de la máscara.
El traje es un atuendo elegante (hay que recordar que van “de boda”) que intenta mezclar las bases del traje tradicional gallego con las premisas carnavalescas. Hablamos pues, de una chaqueta corta y de un pantalón corto negros sobre una camisa y unas medias de encaje blancas, a las que acompañan unas polainas negras y diversos ornamentos. De los brazos de la chaqueta cuelgan sendas capas llenas de plumas de fieltro azules, rojas y amarillas (a juego con la máscara) rematadas por 4 puntas de las que cuelgan sendos cascabeles. Los pantalones también llevan 6 cascabeles (3 en cada pierna) de los que cuelgan 4 cintas de los mismos colores empleados en el resto del traje. La camisa es blanca, sin cuello, pues de aquí salen diversas cintas de las 3 colores habituales. Las medias son blancas de encaje. Las polainas son negras y también cuentan con 2 cascabeles por pierna y 4 cintas. Además, el traje se complementa con un cinturón de cuero, del que cuelgan 17 cencerros de 2 tamaños y con una bolsa también de cuero en la que las Pitas llevan los huevos que lanzan a quien encuentran en el camino. En el hombro derecho lleva un broche de cuero del que cuelgan otras cintas más gruesas y más largas, que son las que indican la antigüedad de cada máscara. Y en la solapa izquierda de la chaqueta, la única pieza del traje que puede llevarse todo el año: una insignia de plata que representa la máscara de la Pita.

## Escuelas amigas de la Pita
Desde el año 2014, la Festa da Pita lleva a cabo una actividad de colaboración con los centros de enseñanza de la ciudad de Orense. Consiste en visitar al centro presentando la fiesta y la máscara, además de invitar a las y los escolares a decorar una parte de las ollas que se van a jugar en la jornada del Domingo Oleiro, en la plaza de As Eiroás. A estos centros se les otorga el reconocimiento de escuelas amigas de la Pita, porque además de conocer mejor nuestra fiesta, participan activamente en la organización de la misma. Aquí se puede ver el listado de las escuelas amigas de la Pita hasta la fecha de hoy.
Estas actividades no tienen relación con otras colaboraciones llevadas a cabo también con centros de enseñanza, a los que visitamos o facilitamos alguna máscara o material. Estas otras colaboraciones siempre son menor en número del que la Festa da Pita habría querido atender, pero la humilde condición de una pequeña asociación cultural no permite disfrutar de la disponibilidad temporal y de los recursos que serían deseables para atender a las numerosas solicitudes que llegan cada año. 

## Galería de imágenes

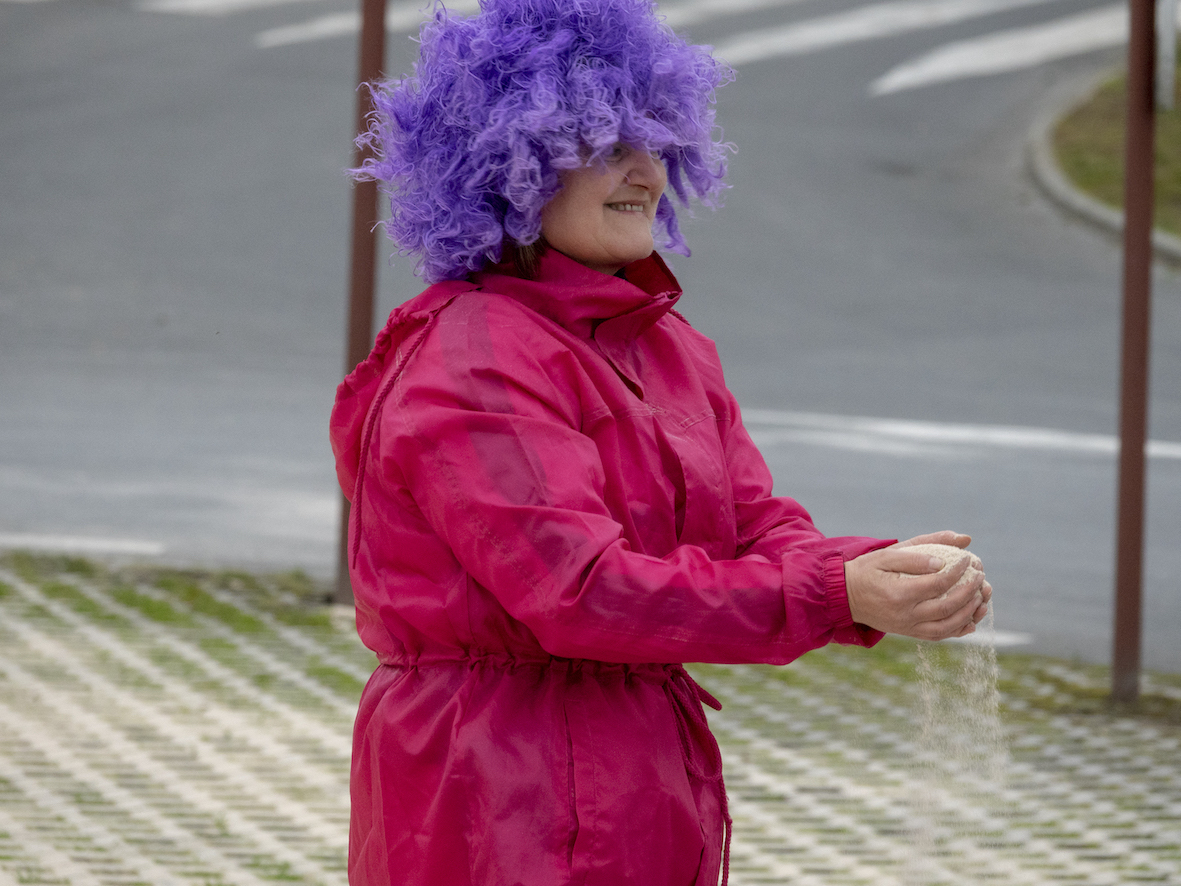
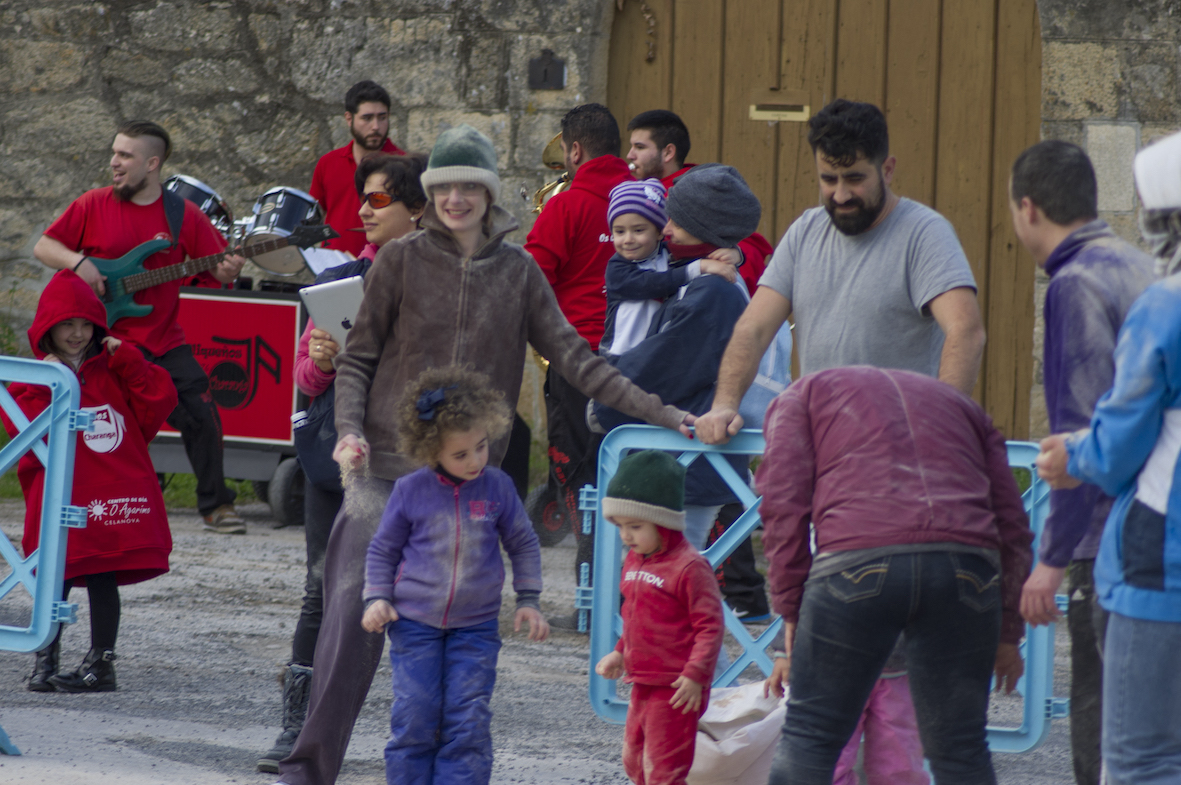
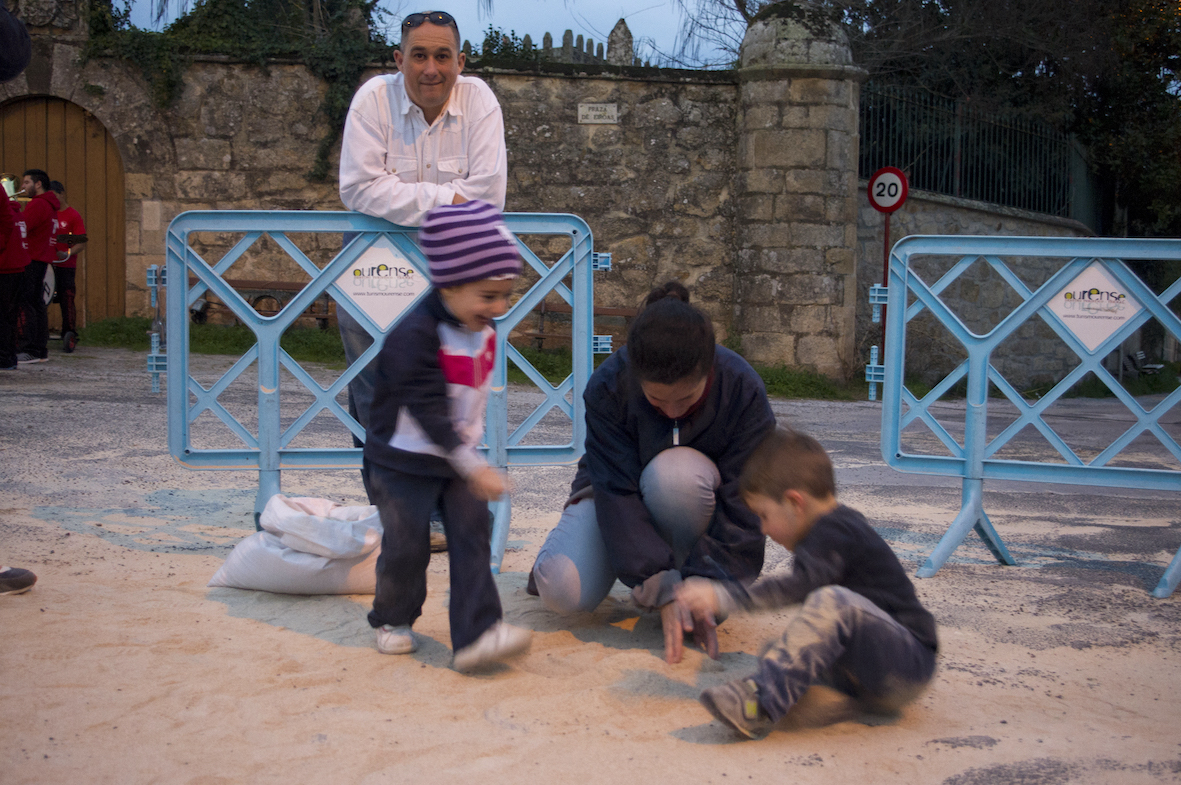
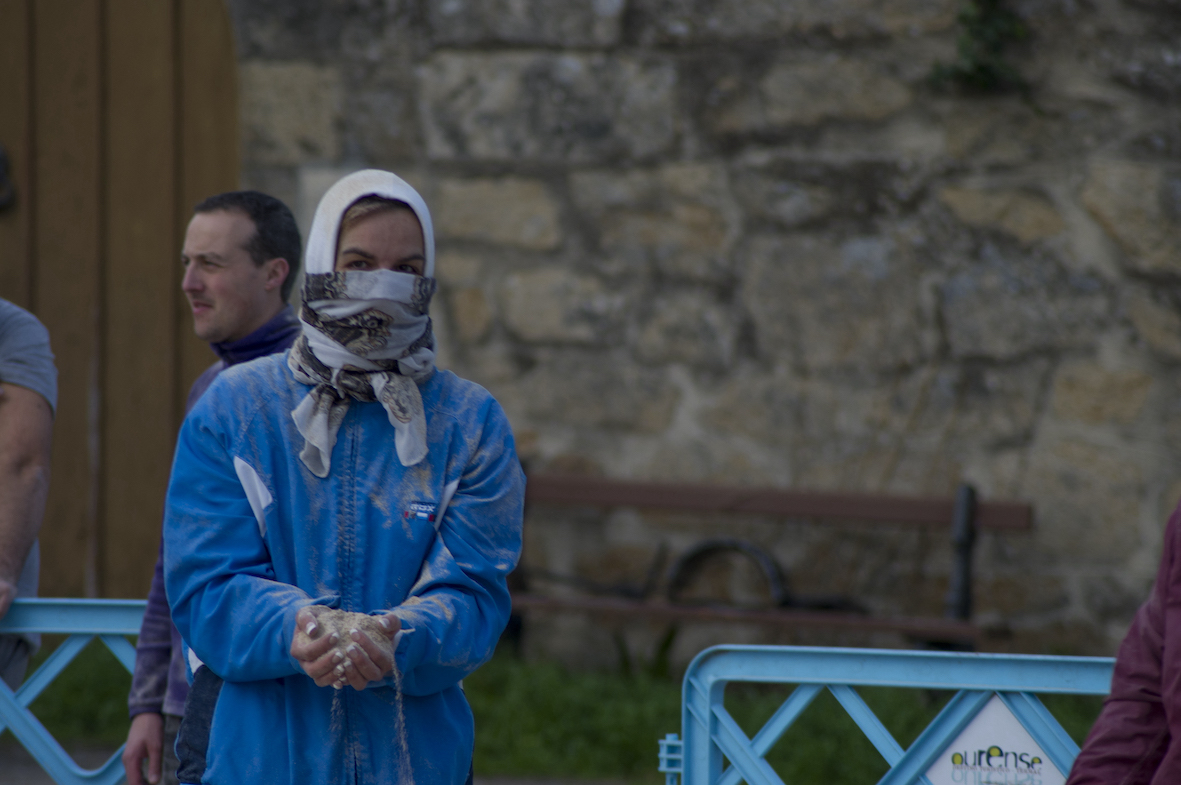
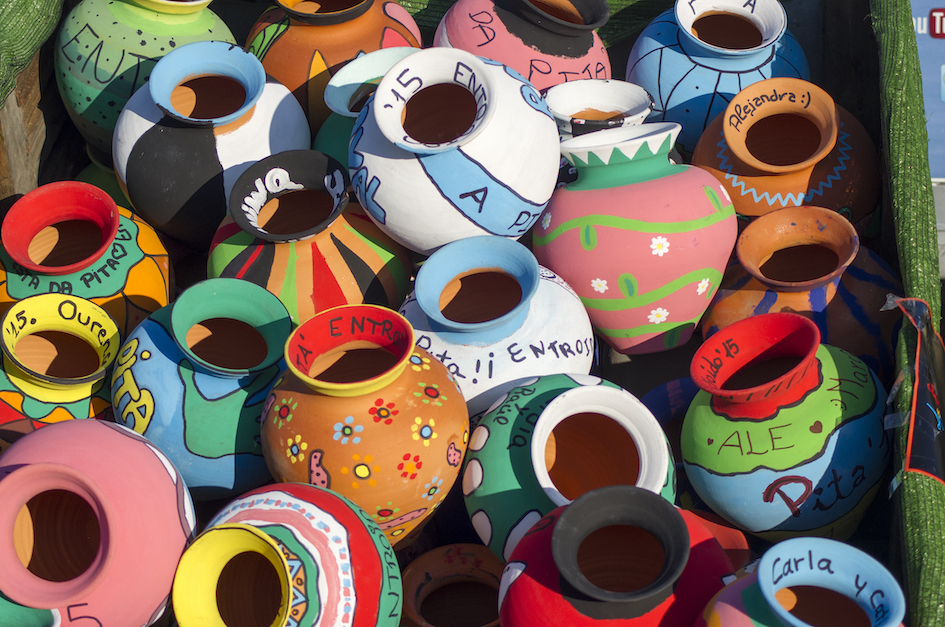
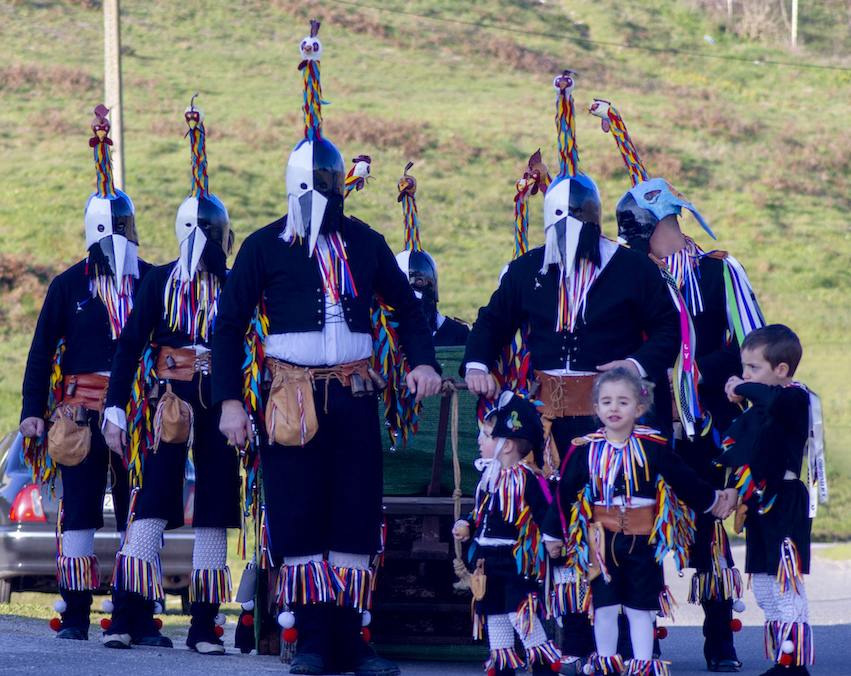
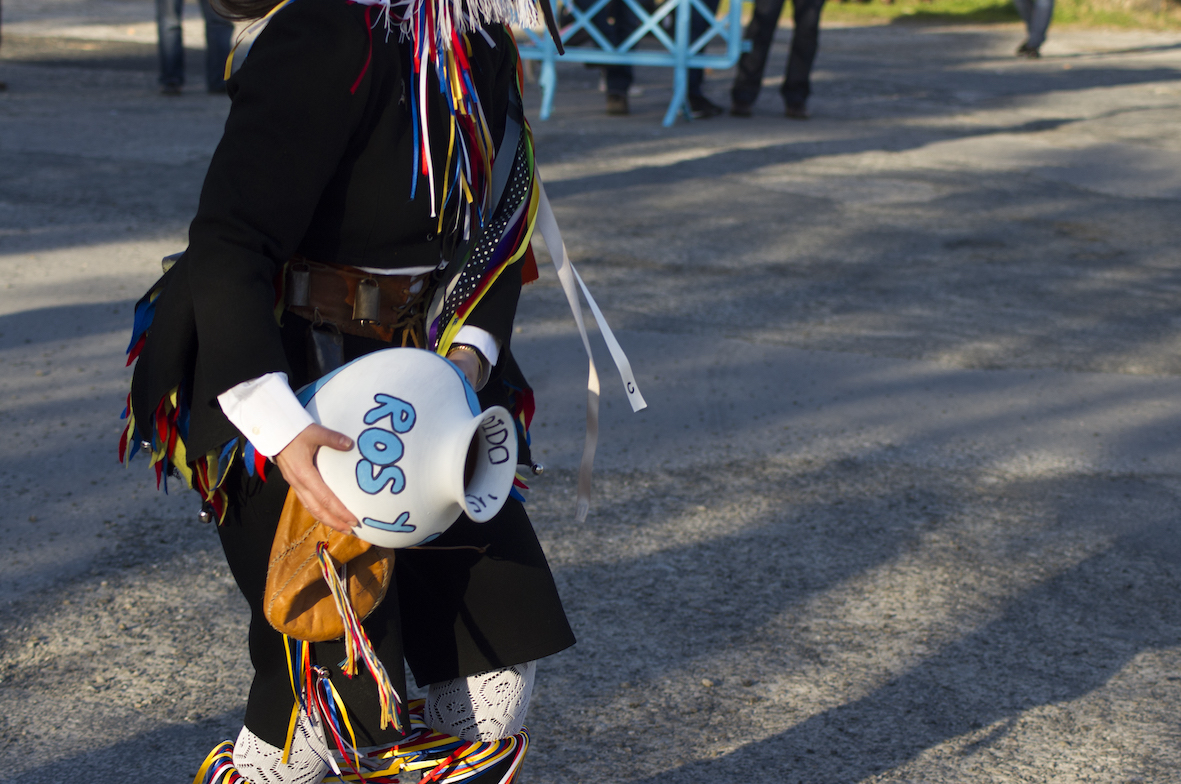
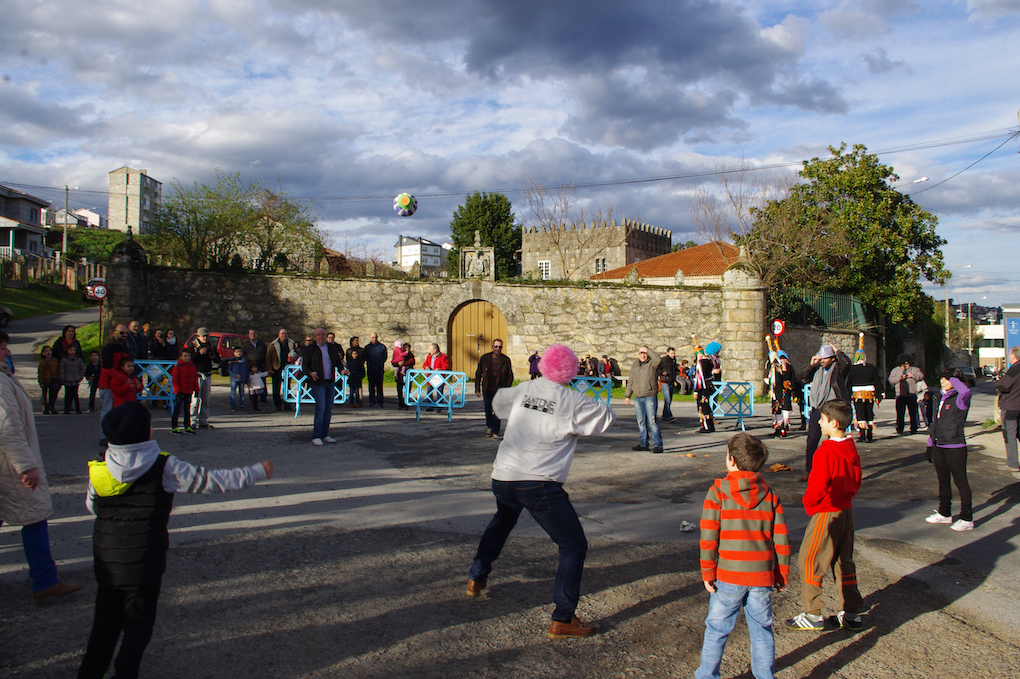
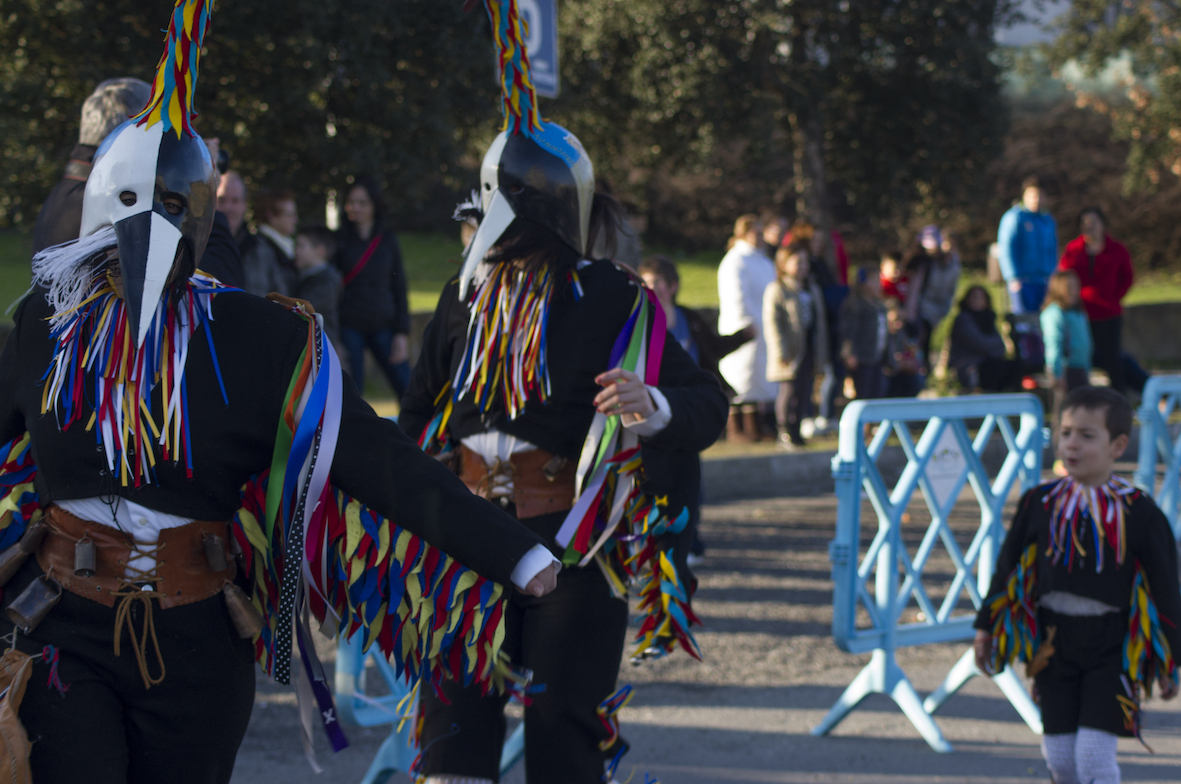
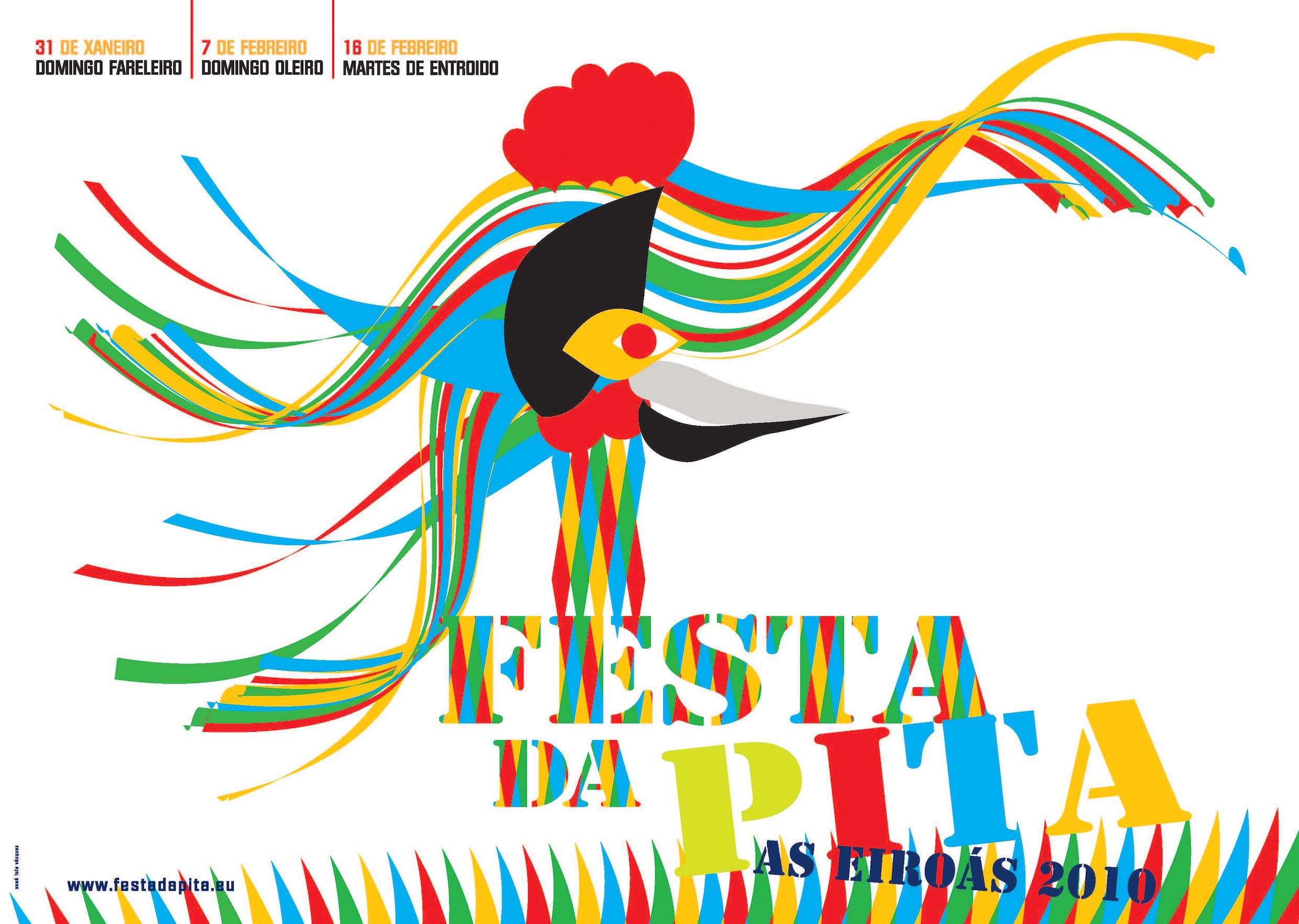
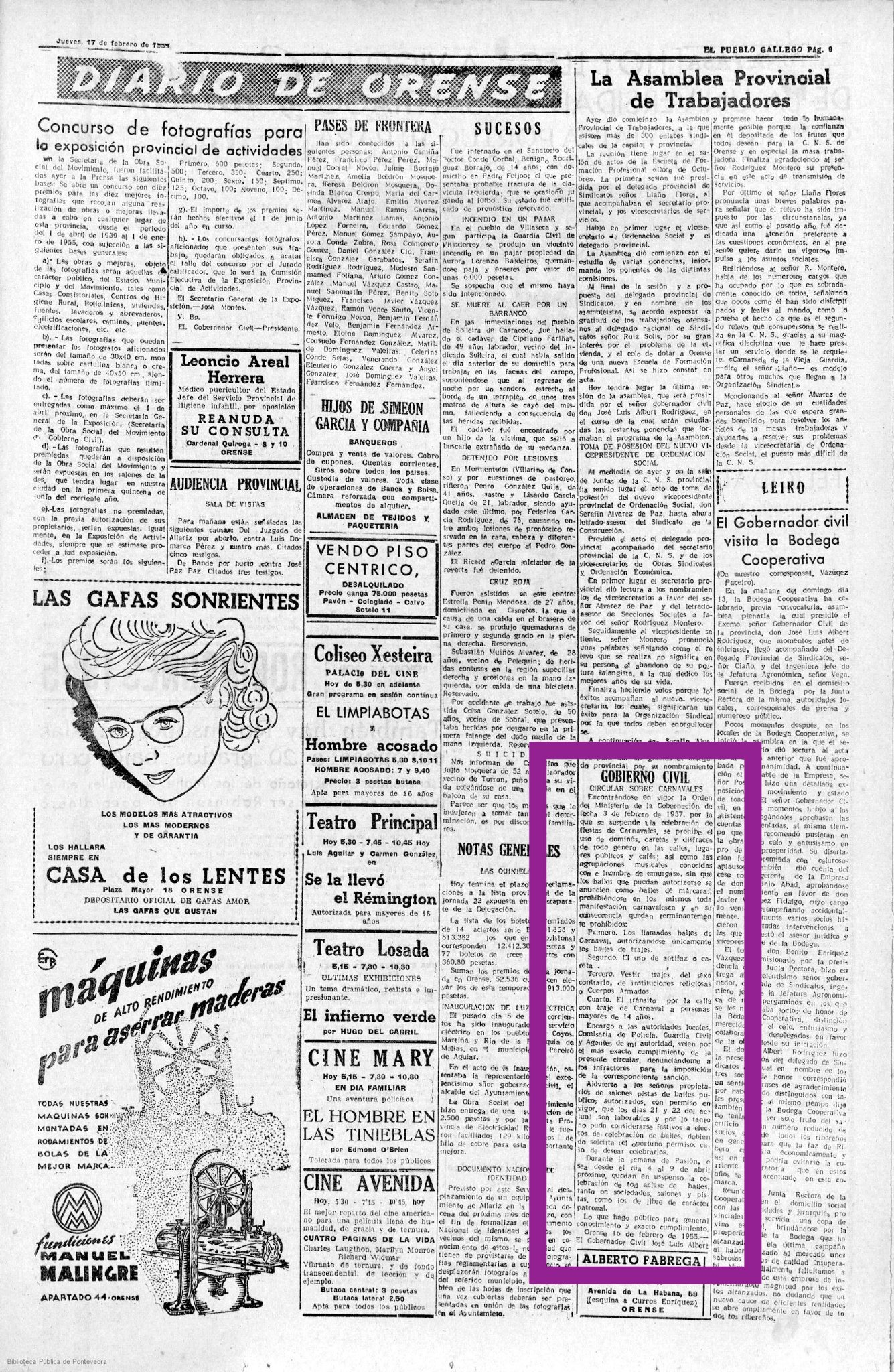

## El broche de cuero

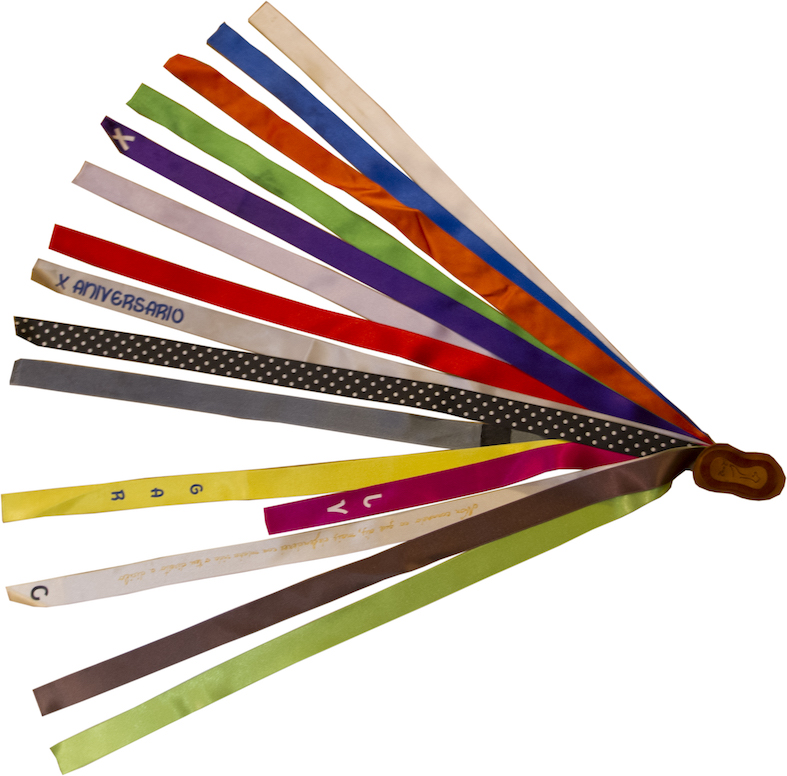
Broche de cuero

Del hombro derecho del traje de la Pita sale un broche (o perfura) de cuero que indica la antigüedad de cada máscara. En el propio broche puede verse el logotipo de la asociación y la fecha en la que salió por primera vez una máscara completa (2002). Del broche cuelgan unas cintas gruesas de colores, representando cada una de ellas el año en que corrió el carnaval esa máscara en concreto. Así, llevarán la blanca las que corrieron el primer año (2002), la azul las que lo hicieron lo propio en el segundo (2003), la naranja el tercero (2004)... la amarilla las que corrieron en el 2012 o la plateada quienes corrieron en el año 2022. Cada color representa un hecho o reivindicación que la máscara de la Pita quiere recordar sobre lo ocurrido durante el año anterior y -a mayores- incluyen las iniciales del nombre de las niñas y niños que llegan al mundo dentro de la comunidad de la Pita y un recuerdo también para las/los miembros de la comunidad que dejan el mundo. Es todo un carnet de identidad de cada máscara lleno de contenido y colorido. Aquí puede verse el significado de todos los colores.

## Carteles de autor
Desde el año 2004 la Festa da Pita tiene la suerte de contar con la colaboración totalmente desinteresada de las y de los artistas de nuestra tierra, que aportan su particular visión sobre la fiesta y la máscara, conformando la imagen de cada año. Han participado con su trabajo Heitor Real, Félix Caramés, Xosé Xoga, Paco Boluda, Manolo Penín, Rober V. Araújo, Xosé Lois Vázquez Che, Jacobo Lorenzo Nespereira, Miguel Suárez, Iván Bendaña, Idoia de Luxán, Mónica Blanco, Pablo Otero Peixe, María Piensos y José Manuel Sánchez. Aquí pueden verse todas las colaboraciones gráficas de la fiesta.